# Боксёрский бинт

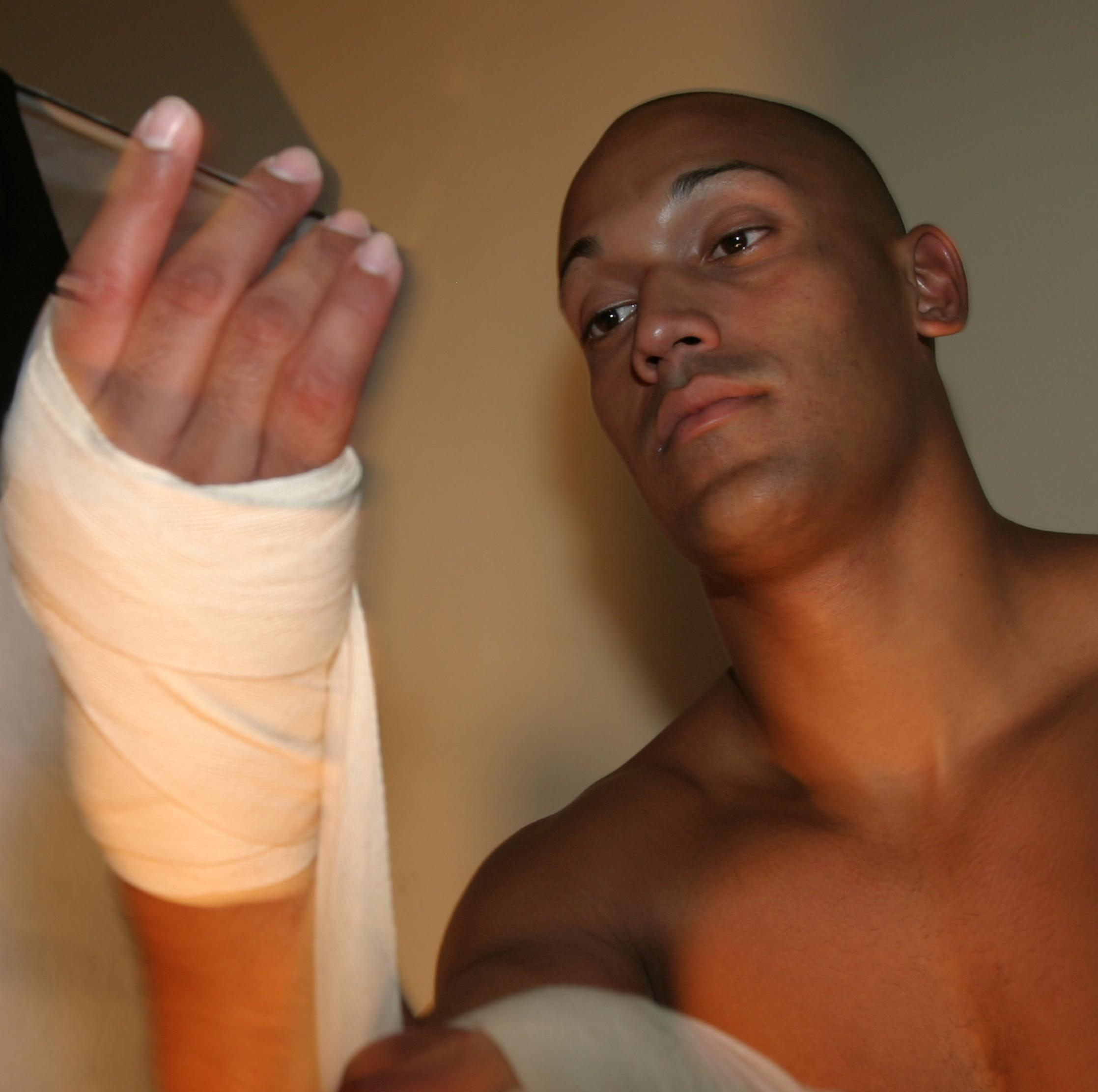
Бинты, изготовленные из газа, надеваются под перчатки для фиксации запястья и суставов пальцев

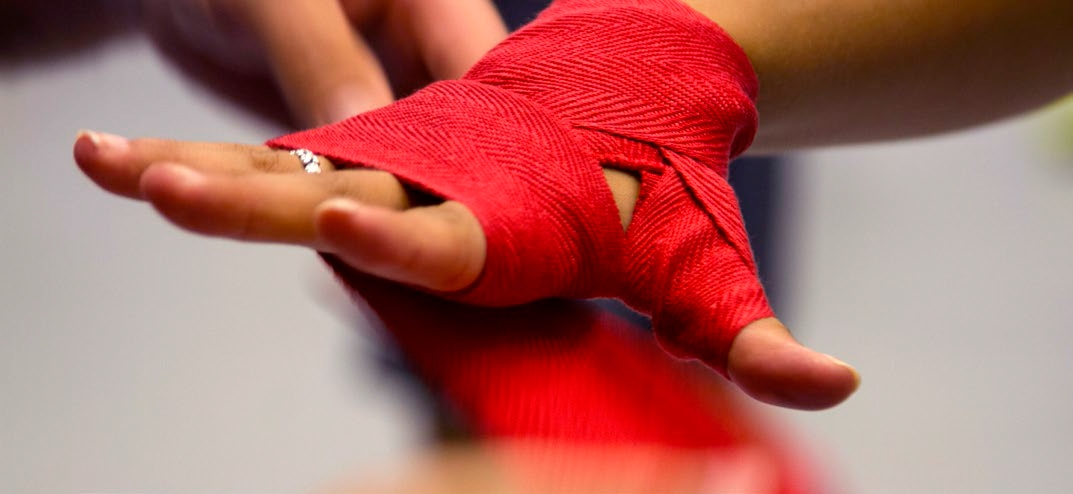
Красный боксёрский бинт на руке женщины

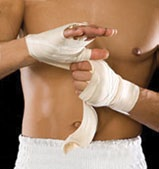

Боксёрский бинт, или кумпур — полоса ткани, которую боксёры и представители других спортивных единоборств используют для того, чтобы предотвратить травмы запястья, кулака и пальцев. Также он впитывает пот, увеличивая срок годности перчаток.
Бинт позволяет избежать ряда травм, знакомых большинству боксёров. К примеру, в случае неправильного удара он фиксирует сустав запястья, держа его в правильном положении. Также бинт закрепляет большой палец к кулаку, что снижает возможность получить растяжение или трещину. Очень важно, что он защищает кости, предотвращая перелом первой пястной кости, который считается профессиональной травмой боксёров.
В зависимости от ситуации каждый боксёр или тренер может использовать разные методы обмотки рук. Каждый из них имеет свои особенности: один обеспечивает хорошую фиксацию запястья, другой — отлично защищает «костяшки», третий удобен небольшим размером. Иногда даже один слой материала, намотанный на руку, обеспечивает защиту и стабильное положение руки в перчатке. Правила соревнований могут ограничивать размер бинтов и материал, из которого они изготовлены.
На тренировках один и тот же бинт может использоваться многократно. Как правило, за исключением мексиканского варианта, боксёрские бинты не эластичны. Размер бинтов может варьироваться в зависимости от правил, личных предпочтений, размера руки и размера перчатки.
Альтернативой боксёрским бинтам могут быть специальные перчатки с открытыми пальцами, надетые под стандартные перчатки. Такие перчатки экономят время (ведь бинт нужно наматывать), но они менее эффективны.

## Ссылка
- TOP4MAN - Екатеринбург, мужской портал. Береги кулаки. Дата обращения: 11 июня 2009.